# New York Institute of Technology

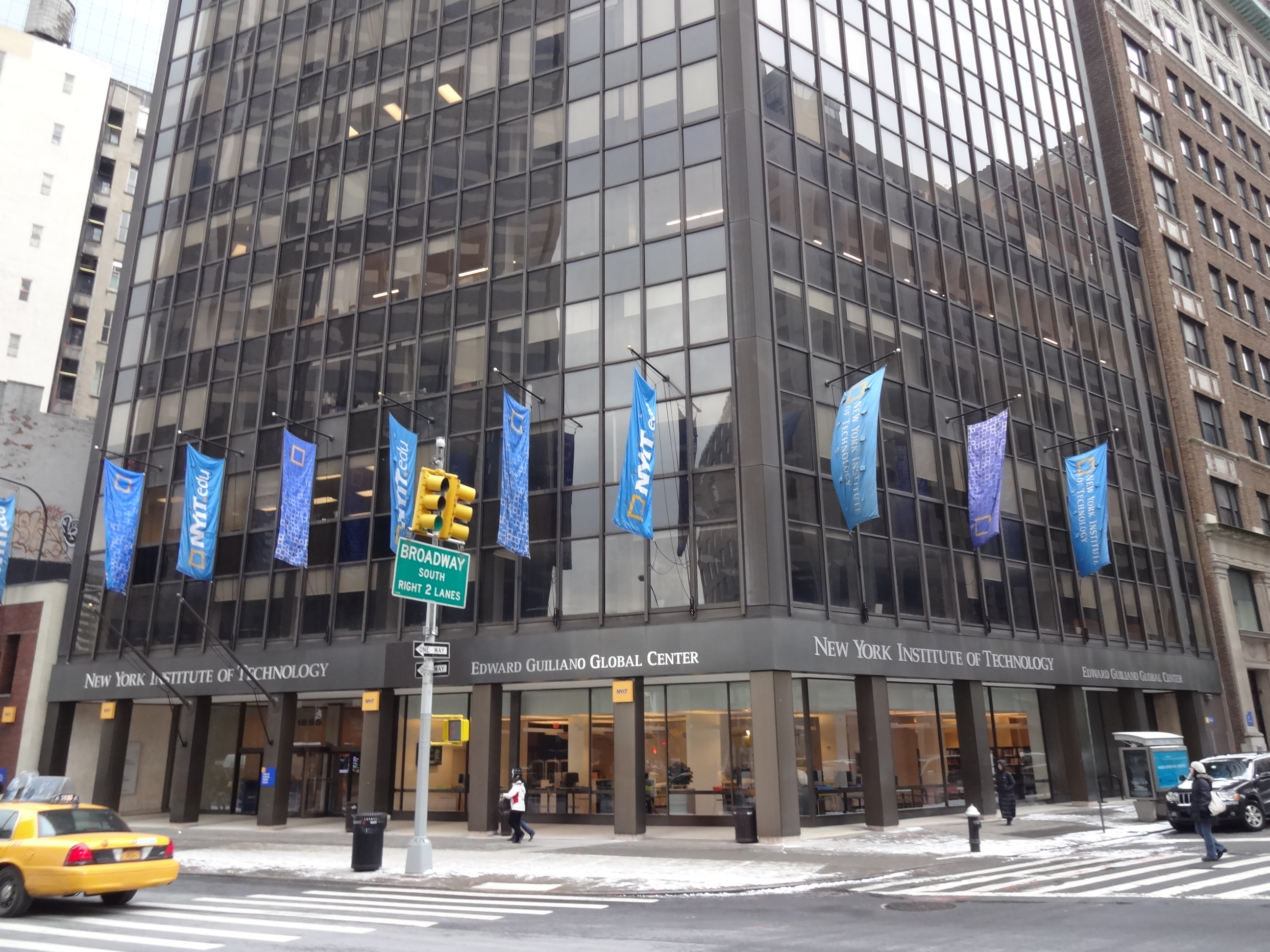
Entrada do Instituto

New York Institute of Technology (também conhecido como NYIT) é um Instituto de pesquisa privado localizado em New York.
Possui duas escolas e dois colégios, todos com ênfase em tecnologia e ciências aplicadas.
A universidade tem dois campi em New York, um em Old Westbury (Long Island) e outro em Manhattan.